# Tylotropidius
Tylotropidius is een geslacht van rechtvleugeligen uit de familie veldsprinkhanen (Acrididae). De wetenschappelijke naam van dit geslacht is voor het eerst geldig gepubliceerd in 1873 door Carl Stål.

## Soorten
Het geslacht Tylotropidius omvat de volgende soorten:
- Tylotropidius brevicornis Balderson & Yin, 1987
- Tylotropidius didymus Thunberg, 1815
- Tylotropidius rufipennis Yin & You, 2006
- Tylotropidius trimaculatus Grunshaw, 1995
- Tylotropidius varicornis Walker, 1870
- Tylotropidius yunnanensis Zheng & Liang, 1990